# Melicope barbigera
Melicope barbigera är en vinruteväxtart som beskrevs av Asa Gray. Melicope barbigera ingår i släktet Melicope och familjen vinruteväxter. Inga underarter finns listade i Catalogue of Life.